# Djado Sékou
Djado Sékou (* 1926 in Hamdallaye; † 1988 in Niamey) war ein nigrischer Erzähler vom Berufsstand der Djesseré.

## Leben
Djado Sékou gehörte der ethnischen Gruppe der Zarma an. Er war ein Schüler des Djesseré Badjé Bannya aus Liboré, dessen Sohn Djéliba Badjé ebenfalls ein bekannter Erzähler wurde.
Neben Badjé Bannya und Djéliba Badjé sowie Koulba Baba, Nouhou Malio und Tinguizi gilt Djado Sékou als einer der großen Djesseré-Meister des 20. Jahrhunderts. Er trug seinen Erzählungen in der Sprache Zarma vor. Dabei wurde er vom Lauteninstrument Molo musikalisch begleitet. Ein Merkmal von Djado Sékous Stil war eine zweite, untergeordnete Erzählerstimme. Diese übernahm des Öfteren der Djesseré Karimou Saga, gelegentlich auch eine Frau. Die Erzählweise war von Humor und Übertreibung geprägt und, etwa durch Wortspiele, poetisch angereichert. Mit expliziten Inhalten, die er erst im höheren Alter abschwächte, sprach Djado Sékou erfolgreich ein junges Publikum an. Ein wiederkehrendes Thema seiner Erzählungen war die Liebe eines Mannes für eine Frau, als Verliebtsein und Ekstase ebenso wie in ausbleibender Erfüllung und Liebesleid.
Djado Sékou ist der Schöpfer von mehr als fünfzehn epischen Geschichten. Bekannte Titel sind Awli Djawando, Bakary Dja, Bubu Ardo Galo, Dondu Gorba Dicko, El Hadj Oumarou Foutiyu, Hama Bodeïzé Paaté, Hamala Seyni Gakoye, Lobo Django und Sombo Soga. Radio Niger und das Forschungsinstitut für Humanwissenschaften (IRSH) in Niamey machten Audioaufnahmen von mehreren seiner Vorträge.
Das Kulturzentrum Maison des Jeunes et de la Culture Djado Sékou in Kalley Centre, einem Stadtviertel von Niamey, wurde 1993, fünf Jahre nach seinem Tod, nach ihm benannt. Djado Sékou blieb in Niger jahrzehntelang ein sehr populärer Künstler. Auf dem Schwarzmarkt für Audiokassetten galten seine Aufnahmen als Bestseller. Auch über 30 Jahre nach seinem Tod war er etwa im Radio noch oft zu hören.